# (5040) Rabinowitz
(5040) Rabinowitz es un asteroide perteneciente al cinturón de asteroides, descubierto el 15 de septiembre de 1972 por Tom Gehrels desde el Observatorio del Monte Palomar, Estados Unidos.

## Designación y nombre
Designado provisionalmente como 1972 RF. Fue nombrado Rabinowitz en honor al astrónomo estadounidense David Rabinowitz y su trabajo en el programa Spacewatch.

## Características orbitales
Rabinowitz está situado a una distancia media del Sol de 2,417 ua, pudiendo alejarse hasta 2,963 ua y acercarse hasta 1,870 ua. Su excentricidad es 0,226 y la inclinación orbital 24,36 grados. Emplea 1372,67 días en completar una órbita alrededor del Sol.

## Características físicas
La magnitud absoluta de Rabinowitz es 12,9.